# Luperosaurus joloensis
Luperosaurus joloensis är en ödleart som beskrevs av  Taylor 1918. Luperosaurus joloensis ingår i släktet Luperosaurus och familjen geckoödlor. IUCN kategoriserar arten globalt som starkt hotad. Inga underarter finns listade i Catalogue of Life.